# Miguel Pedraza
Miguel Pedraza Mateo (* 23. März 1969) ist ein puerto-ricanischer Bogenschütze.
Pedraze nahm an den Olympischen Spielen 1988 in Seoul teil. Er belegte Platz 67. Für die Olympischen Spiele 2008 war Pedraza gemeldet, nahm aber offenbar nicht teil.